# Ann Peel
Ann Peel (verheiratete Luba; * 27. Februar 1961) ist eine ehemalige kanadische Geherin. 
Bei den Hallenweltspielen 1985 in Paris gewann sie Bronze im 3000-Meter-Gehen.
1987 holte sie bei den Hallenweltmeisterschaften in Indianapolis eine weitere Bronzemedaille über 3000 Meter Gehen. Im 5000-Meter-Gehen gewann sie Bronze bei der Universiade, im 10.000-Meter-Gehen gewann sie Silber bei den Panamerikanischen Spielen in Indianapolis, und im 10-km-Gehen wurde sie bei den Weltmeisterschaften in Rom Achte.
1989 wurde sie bei den Hallenweltmeisterschaften in Budapest Siebte über 3000 Meter Gehen, und 1990 erreichte sie bei den Commonwealth Games in Auckland über 10 km Gehen nicht das Ziel.

## Persönliche Bestzeiten
- 5000-Meter-Gehen: 22:01,09 min, 17. Juli 1987, Zagreb
- 10-km-Gehen: 45:06 min, 3. Mai 1987, New York City